# Matchstick Men
Matchstick Men (titulada Los Impostores en España y Los Tramposos en Hispanoamérica) es una película estadounidense de 2003 dirigida por Ridley Scott y protagonizada por Nicolas Cage como Roy Waller y Sam Rockwell como Frank, que interpretan a sendos estafadores menores.

## Argumento
Un día Roy, que sufre de agorafobia, deja caer sus pastillas que controlan su demencia por el coladero de la cocina. Frank le recomienda un buen psiquiatra para recuperar sus pastillas ya que Roy consiguió las otras ilegalmente con otro psiquiatra que ahora estaba de vacaciones. Roy acepta ir con este doctor quien lo atiende, y aunque Roy al principio no quería contar nada, sólo quería pastillas, al final accede y el psiquiatra pregunta si tiene esposa o hijos, Roy dice que está divorciado y que cree tener una hija de unos quince años. El doctor le da pastillas aunque no las mismas que Roy solía tomar y además le dice que contacte a su hija.
Días después Roy llama al doctor para decirle si puede hablar con su hija ya que él no puede, así que Roy le da el teléfono de su esposa. Y días después su psiquiatra le dice que ha arreglado una cita con su hija, que debe verla en un parque.
Roy va a buscarla y en efecto tenía alrededor de quince años, salen un rato a pasear pero regresan pronto al auto de Roy porque Roy empezó con sus ataques. Angela, interpretada por Alison Lohman, y Roy se hacen buenos amigos incluso le enseña a robar con un billete de lotería falso, pero le hace devolver el dinero porque según Roy sólo le iba a enseñar. Frank encuentra un pez gordo a quien estafar, llama a Roy y arreglan un buen plan, Angela también juega dentro del plan.
El día cero, el día de la estafa se realiza en un aeropuerto. Todo sucede bien al parecer hasta que Roy al ir conduciendo para salir del aeropuerto se topa con el estafado quien desesperadamente quiere atrapar a Roy, pero al final logra escapar. Aunque no por mucho ya que el tipo los encuentra y en la casa de Roy amenaza a Angela y golpea a Frank, el tipo les dice que quiere su dinero y Angela dice ir por él aunque sólo fue por una pistola para matar al estafado. Cuando Roy se las ingenia para deshacerse del cuerpo, es golpeado brutalmente en la cabeza aparentemente por el estafado que no estaba muerto. Así que Roy despierta en un hospital y le hacen preguntas aunque no responde ninguna para encubrir a Angela.
Pide que vaya su doctor al hospital. El doctor llega y Roy discretamente le da las combinaciones de su banco para que saque a Angela del país y que lo saque a él también. Horas más tarde despierta por el calor que había y pide que enciendan el aire acondicionado, como nadie contesta se levanta y observa que no estaba en un hospital sino en la punta de un edificio de estacionamiento y que además Frank le deja una carta diciéndole que él había preparado todo y que lamenta haberle golpeado en la cabeza, desde el momento en que sus pastillas cayeron al coladero. Su hija era sólo una cómplice y el doctor estaba contratado, y el pez gordo sólo era un estafador al igual que todos involucrado que se llevó también mucho dinero. Así que Roy va a la casa de su esposa a preguntar si tiene una hija, la cual murió en el parto.
Roy comienza una nueva vida en una tienda de alfombras. Un día por casualidad entra Angela a la tienda y Roy al principio enfadado pregunta por Frank, pero al verla desesperada ya que su novio estaba ahí decide mejor no hacer escándalo. Su novio dice ir al auto y deja hablando a Angela y Roy a solas.
Ella dice que Frank al final engañó a todos y se quedó con casi todo el dinero. Al final Angela le pregunta si quiere saber su verdadero nombre, Roy le dice que ya lo sabe. Roy ahora está comprometido con la encargada de un supermercado el cual había visitado muy a menudo para comprarle helado a Angela.

## Reparto
- Nicolas Cage como Roy Waller.
- Sam Rockwell como Frank Mercer.
- Alison Lohman como Angela.
- Bruce Altman como Dr. Harris Klein.
- Bruce McGill como Chuck Frechette.
- Sheila Kelley como Kathy.
- Beth Grant como Chica de la lavandería.
- Jenny O'Hara como Mrs. Schaffer
- Steve Eastin como Mr. Schaffer
- Melora Walters como Heather.